# Croix-Paquet (métro de Lyon)
Croix-Paquet est une station de métro française de la ligne C du métro de Lyon, située à côté du jardin de la place Croix-Paquet, dans les pentes de la Croix-Rousse dans le 1er arrondissement de Lyon, préfecture de la région Auvergne-Rhône-Alpes.
Elle est mise en service en 1891 en tant que station de funiculaire, puis rouverte en 1974, lors de l'ouverture à l'exploitation de la ligne C. 

## Situation ferroviaire
La station Croix-Paquet est située sur la ligne C du métro de Lyon, entre les stations Hôtel de Ville - Louis Pradel et Croix-Rousse.

## Histoire
La station « Croix-Paquet » est mise en service le 12 avril 1891, en tant que station inférieure de la ligne du funiculaire de Croix-Paquet et le restera jusqu'à la fermeture de la ligne le 3 juillet 1972,.
Elle rouvre le 6 décembre 1974 après la transformation de l'ancienne « ficelle » en chemin de fer à crémaillère, et est accolé aux ateliers d'origine de la ligne, placés dans le jardin jusqu'à la construction de ceux d'Hénon en 1984 lors du prolongement de la ligne à la station Cuire. La station doit son nom à la place Croix-Paquet qui tire elle-même son nom d'un certain Jean Pâquet, négociant, qui « a fait ériger sa croix en 1628 en remplacement d'une autre, peut-être la croix du Griffon qui avait été abattue au moment des guerres de Religion ».
À l'origine, la station aurait dû disparaître avec le prolongement à Hôtel de Ville - Louis Pradel le 2 mai 1978 car trop proche de cette dernière et située en plein dans une pente de 17,4 %. La station rouvre le 15 septembre suivant à la suite des plaintes des riverains et est équipée de quais de taille réduite construits de façon provisoire puis reconstruits en 1984, le déménagement des ateliers permettant d'agrandir la station pour recevoir le nouveau matériel à deux caisses. 
Il n'y a pas de personnel, des automates permettent l'achat et d'autres le compostage des billets.
La station n'est pas équipée d'ascenseurs pour l'accès aux personnes à mobilité réduite à cause de son placement au fond d'une tranchée ouverte et de l'étroitesse des quais, elle est l'unique station non accessible du réseau. Elle est dotée de portillon d'accès depuis le 21 décembre 2006.

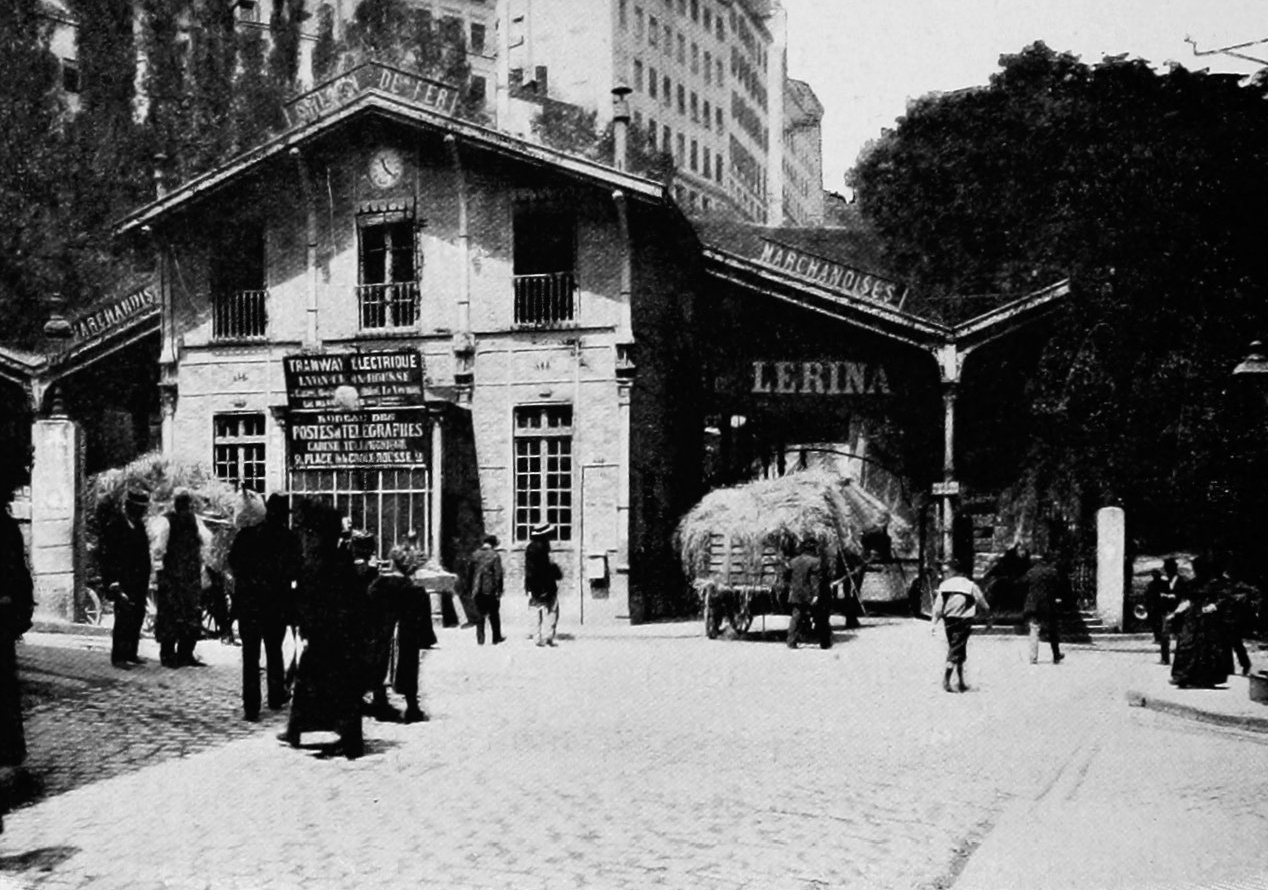
La station basse du funiculaire
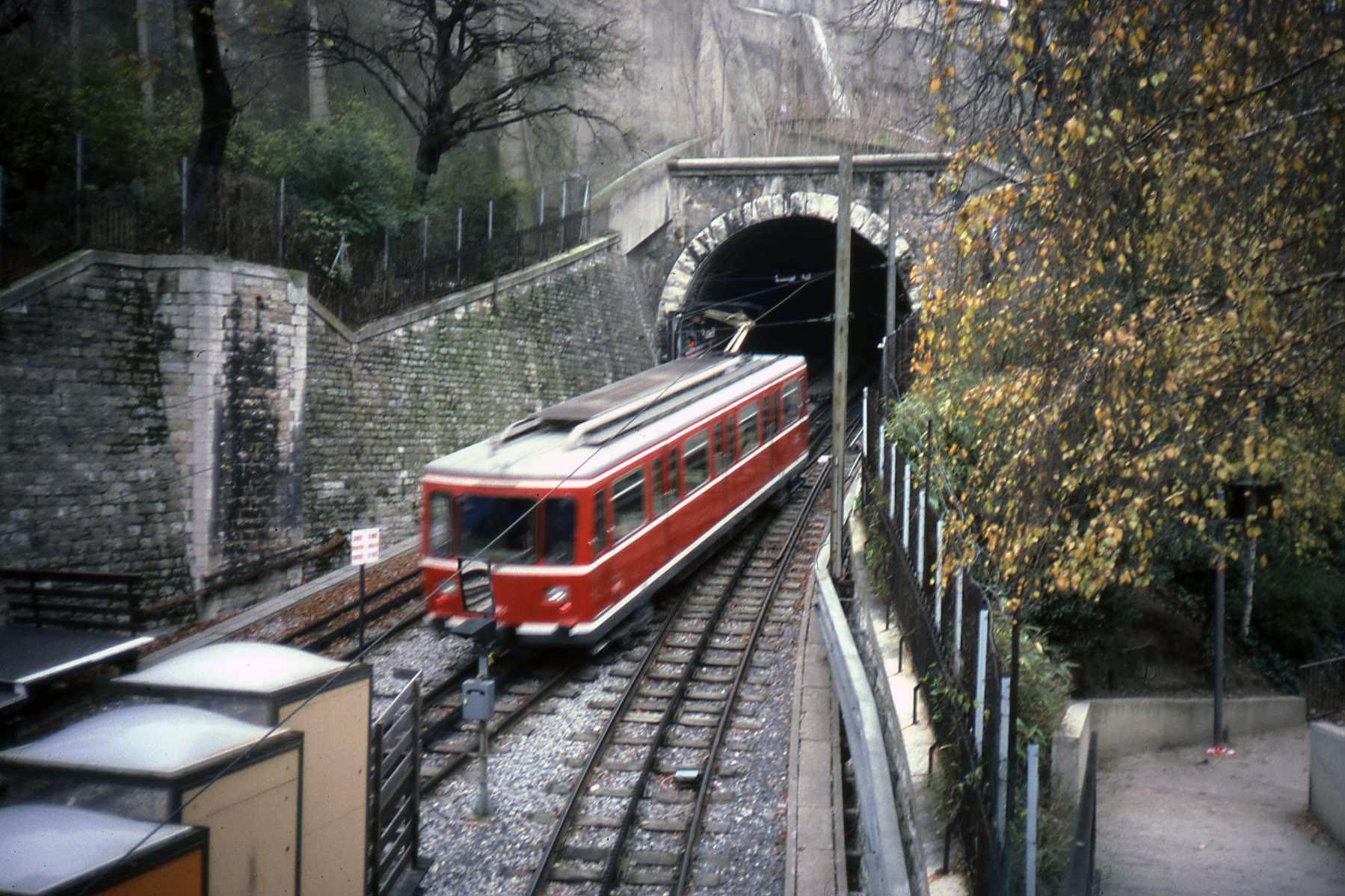
La station en 1982, avec la voie d'accès aux ateliers

## Service des voyageurs

### Accueil
La station compte deux accès : de plain-pied dans la direction d'Hôtel de Ville - Louis Pradel et par des escaliers sur les deux directions. Elle dispose dans chacun des accès de distributeur automatique de titres de transport et de valideurs couplés avec les portillons d'accès.

### Desserte
Croix-Paquet est desservie par toutes les circulations de la ligne.

### Intermodalité
Un arrêt d'autobus du réseau Transports en commun lyonnais (TCL), l'arrêt "Tables Claudiennes", de la ligne S6, est dans son environnement proche.
Outre les rues et places avoisinantes, elle permet de rejoindre à pied différents sites, notamment : les pentes de la Croix-Rousse , la Montée Saint Sébastien et les quais du Rhône.